# Gordana Bonetti
Gordana Bonetti (Beograd, 30. rujna 1931. – Split, 16. kolovoza 1972.) bila je hrvatska TV i radio spikerica i voditeljica.

## Životopis

### Rani život
Rođena je kao Gordana Pantelić. Osnovnu školu na njemačkom jeziku i četiri razreda gimnazije pohađala je u Beogradu. Gimnazijsko obrazovanje nastavila je i završila u Prvoj gimnaziji Rijeka. Govorila je njemački, engleski i ruski jezik. Nakon mature zaposlila se najprije kao službenica u turističkoj agenciji, a zatim 1952. i kao spikerica Radio Rijeke. 

### Karijera
Godine 1957. nakon položene stroge audicije, tijekom koje je pokazala široku opću kulturu i izvrsno poznavanje standardno-jezične norme, postala je spikerica Radio Zagreba. Godine 1963. prelazi na TV Zagreb gdje je radila u informativnim, kulturnim i zabavnim emisijama, vodila je najviše programe "Jučer, danas, sutra", "Panoramu" i "TV Dnevnik". Temeljito se pripremala za svaki nastup pred kamerama, vježbala dikciju, artikulaciju, gramatiku govora i scenski pokret. Svojim glasom, neponovljivim sonornim altom bila je umjetnik govora pred mikrofonom. U Barceloni je 1966. primila svjetsko priznanje - nagradu  Ondas (prev. sa španj.- valovi) za vođenje putopisnih emisija "Smjerom putokaza", (čiji je suautor bila) i radijsku interpretaciju književnih tekstova. U Vjesniku je imala stalnu rubriku posvećenu ženama i njihovim problemima "Glasna šaputanja". Bila je omiljeno televizijsko lice i u javnosti je uživala veliki ugled.

### Smrt
Gordana Bonetti umrla je 16. kolovoza 1972. u dobi od 40 godina. Pokopana je na splitskom groblju Lovrinac.